# Liang Xiangyi
Liang Xiangyi (chinois : 梁相宜 ; pinyin : Liáng xiāngyí), née le 28 août 1986, est une journaliste chinoise connue pour avoir marqué son dédain face à une journaliste posant une question complaisante au gouvernement pendant une conférence de presse le 13 mars 2018 à la suite de l'amendement constitutionnel sur la limitation du mandat de président de la république de Chine,,,,,,,,,.
La séquence de son dédain devient virale et elle devient un phénomène internet humouristique. Son nom devient le plus censuré des réseaux sociaux chinois. Certains journalistes lui attribuent un symbole d'opposition au régime. Son licenciement est confirmé le 15 mars 2018, soit 2 jours après l'incident.
À la suite de l'incident, l'action Weibo décroche à cause de la censure massive effectuée par les autorités sur le réseau social.
En février 2020, une interview de la journaliste est publiée sur le site de la chaîne de média Yicai, au sujet des investissements étrangers en Chine faisant suite à la pandémie de Covid-19, auprès d'une économiste chinoise du groupe Vanguard, ce qui sous-entendrait que la journaliste aurait été rembauchée. Une autre interview de la journaliste est publiée en mai 2020, où elle est vue dans les bureaux de la chaîne, posant des questions à un membre du comité consultatif chinois sur l'agriculture.